# BTV Cinema
bTV Cinema je bulharská komerční televize, kterou vlastní Central European Media Enterprices (CME).
Vysílání bylo spuštěno 7. prosince 2009 jako druhá stanice bTV, tehdy ještě pod vlastnictvím News Corporation. O rok později, v roce 2010 přešly obě stanice pod skupinu CME. 

## Program
Stanice vysílá převážně zahraniční filmy a seriály všech žánrů. Diváci také mohou vidět bývalou tvorbu stanice bTV, předávání Oscarů, Zlatého glóbusu a další.